# Edward Mazur (duchowny)
Edward Mazur SDB (ur. 29 grudnia 1926 w Chłopach, obecnie Ukraina, zm. 1 września 2012 we Wrocławiu) – polski duchowny rzymskokatolicki, prezbiter, salezjanin, kaznodzieja, duszpasterz młodzieży i opiekun chorych, żołnierz Armii Krajowej oraz kapelan III Okręgu Lwów AK Wrocław, w randze majora.

## Życiorys
Urodził się 29 grudnia 1926 jako najstarszy syn Mateusza i Agnieszki de domo Maziak w położonych pod Lwowem Chłopach. Miał dwóch braci. Ukończył 7-klasową szkołę powszechną w Chłopach. W tym okresie brał udział w budowie kościoła katolickiego (najbliższy znajdował się w Komarnie) z dotacji Karoliny Lanckorońskiej. Jego wykończenie przerwał wybuch II wojny światowej. Dzięki wsparciu znajomego księdza trafił do salezjańskiego tajnego gimnazjum w Oświęcimiu, które ukończył w trakcie wojny. W tym czasie działał w Armii Krajowej jako łącznik i żołnierz.
W 1947 wstąpił do nowicjatu w Kopcu, w którym przyjął pierwsze święcenia 15 sierpnia 1948. Formację odbywał w Przemyślu, Krakowie i Oświęcimiu. Święcenia kapłańskie przyjął 29 czerwca 1956. Jego droga duszpasterska wiodła go przez Poznań, Oświęcim-Zasole, Niewachlów, Polonię Stanów Zjednoczonych, a następnie na Dolny Śląsk: Wrocław, Chocianów, Jutrzynę, ponownie Wrocław, Środę Śląską, Chwalimierz oraz parafię św. Michała Archanioła we Wrocławiu, gdzie spędził ostatnie 26 lat posługi.

Był ceniony przez przełożonych oraz wiernych za życie blisko potrzebujących, wspieranie w codziennych trudnościach oraz organizowanie odbudowy lub budowy obiektów sakralnych. Za jego wikariatu przywrócono do stanu użytkowania kościół filialny w Kowalowie, a także odnowiono kościół w Chwalimierzu. Był znany jako propagator postaci św. Edyty Stein. W ostatnich latach życia związał się z gimnazjum salezjańskim jej imienia we Wrocławiu. Dużą troskę wykazywał o swoich krewnych, a także o sprawy byłych sąsiadów z Chłóp. Kardynał Henryk Gulbinowicz i ks. inspektor Stanisław Semik powołali go do pracy jako kapelana III Oddziału – Lwów Arami Krajowej we Wrocławiu i pełnił tę posługę jako kapitan. W czerwcu 2012 został mianowany decyzją Ministra Obrony Narodowej majorem WP.
Zmarł 1 września 2012 w szpitalu MSWiA we Wrocławiu. Uroczystości pogrzebowe pod przewodnictwem ks. bp. Andrzeja Siemieniewskiego odbyły się 4 września 2012 w parafii św. Michała Archanioła we Wrocławiu, jego ciało spoczęło w grobowcu ojców salezjanów na cmentarzu przy ul. Bujwida.

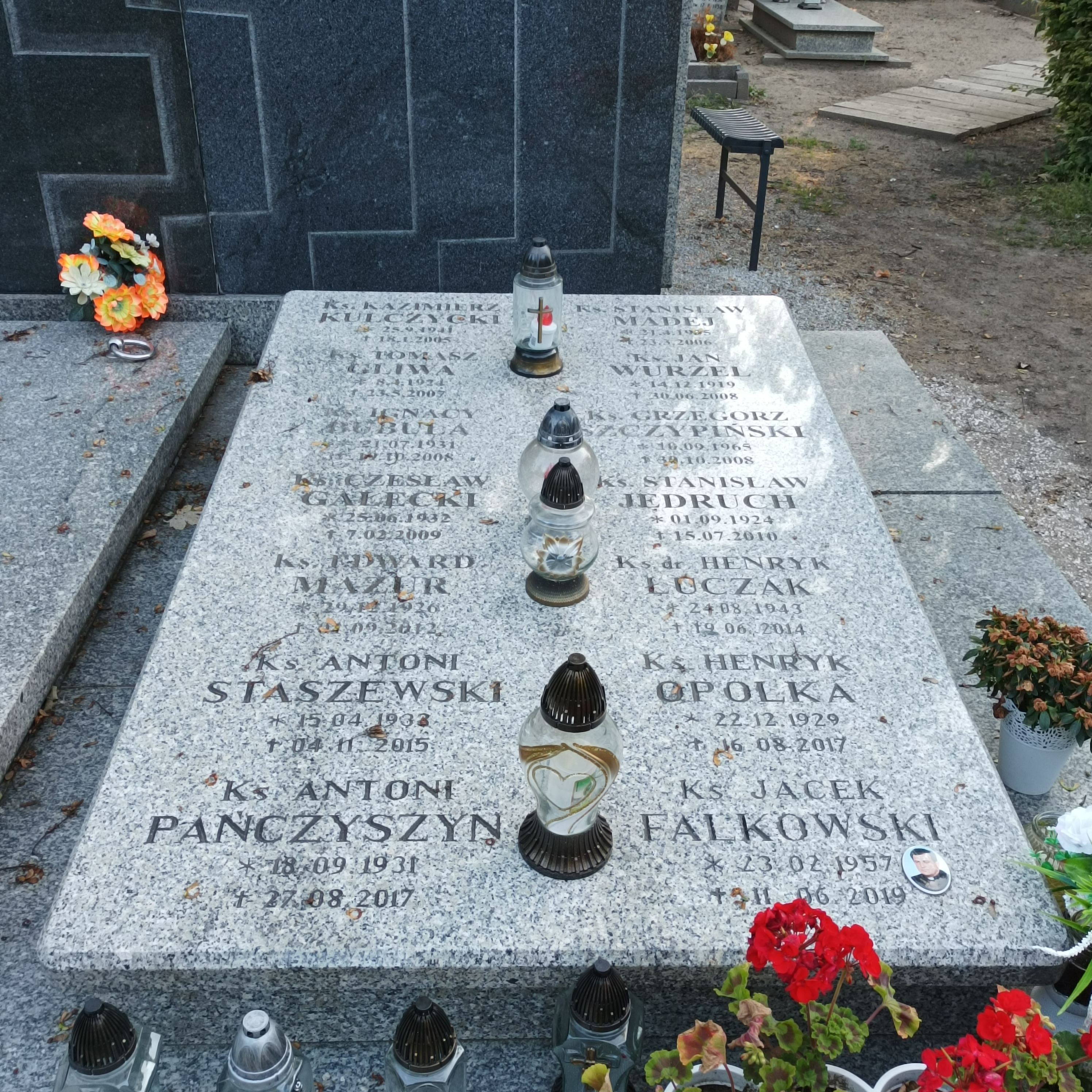
Grób ks. mjra Edwarda Mazura SDB na Cmentarzu Świętego Warzyńca we Wrocławiu